# Composed upon Westminster Bridge, September 3, 1802
Earth hath not anything to show more fair:

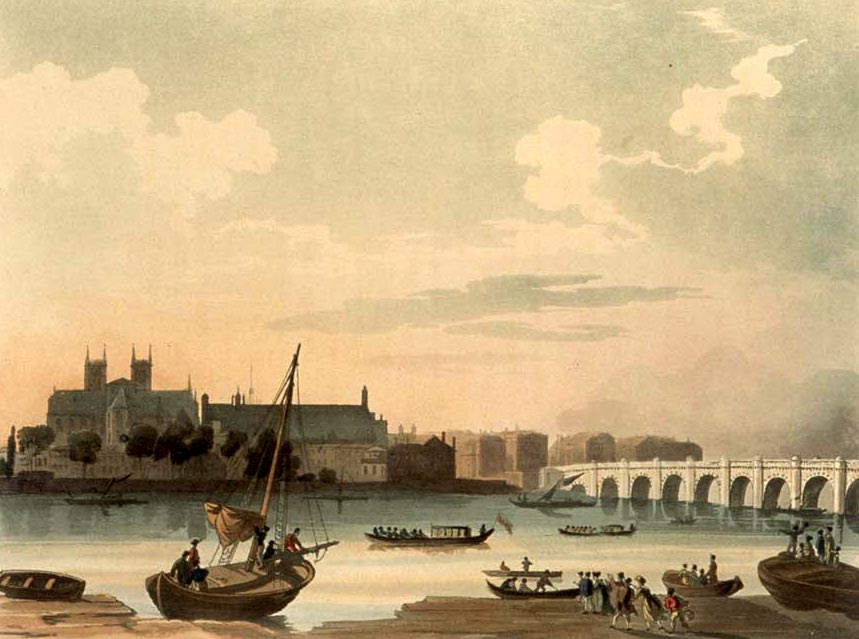
Westminster Bridge som den såg ut 1808

Dull would he be of soul who could pass by

A sight so touching in its majesty:

This City now doth, like a garment, wear

The beauty of the morning; silent, bare,

Ships, towers, domes, theatres and temples lie

Open unto the fields, and to the sky;

All bright and glittering in the smokeless air.

Never did sun more beautifully steep

In his first splendor, valley, rock, or hill;

Ne'er saw I, never felt, a calm so deep!

The river glideth at his own sweet will:

Dear God! The very houses seem asleep;

And all that mighty heart is lying still!
Composed upon Westminster Bridge, September 3, 1802 är en sonett av William Wordsworth som beskriver London och Themsen som man ser den från Westminster Bridge under morgonens tidiga timmar. Dikten publicerades första gången i samlingen Poems in Two Volumes år 1807. Sonetten daterades först till 1803, vilket i senare utgåvor rättades till, till den 31 juli 1802, när Wordsworth med sin syster Dorothy reste till Calais för att besöka Annette Vallon och sin dotter Caroline, innan han skulle gifta sig med Mary Hutchinson.